# هيئة الموانئ النيجيرية
هيئة الموانئ النيجيرية (بالإنجليزية: Nigerian Port Authority - NPA) هي الهيئة الحكومية الموكلة بالإشراف على شئون الموانئ في جمهورية نيجيريا الفدرالية، والتي تم تأسيسها في عام 1954م. من المونئ المهمة الخاضعة لهذه الهيئة ميناء لاجوس وبورت هاركورت وميناء كالابار. يتم تنفيذ عمليات هيئة الموانئ النيجيرية بالاشتراك مع رئاسة (نيجيريا) ومجلس الشاحنين النيجيريين. يقع مركز هيئة الموانئ النيجيرية في مدية مَرِنا، مدينة لاجوس تحت إشراف محمد بلو كوكو.

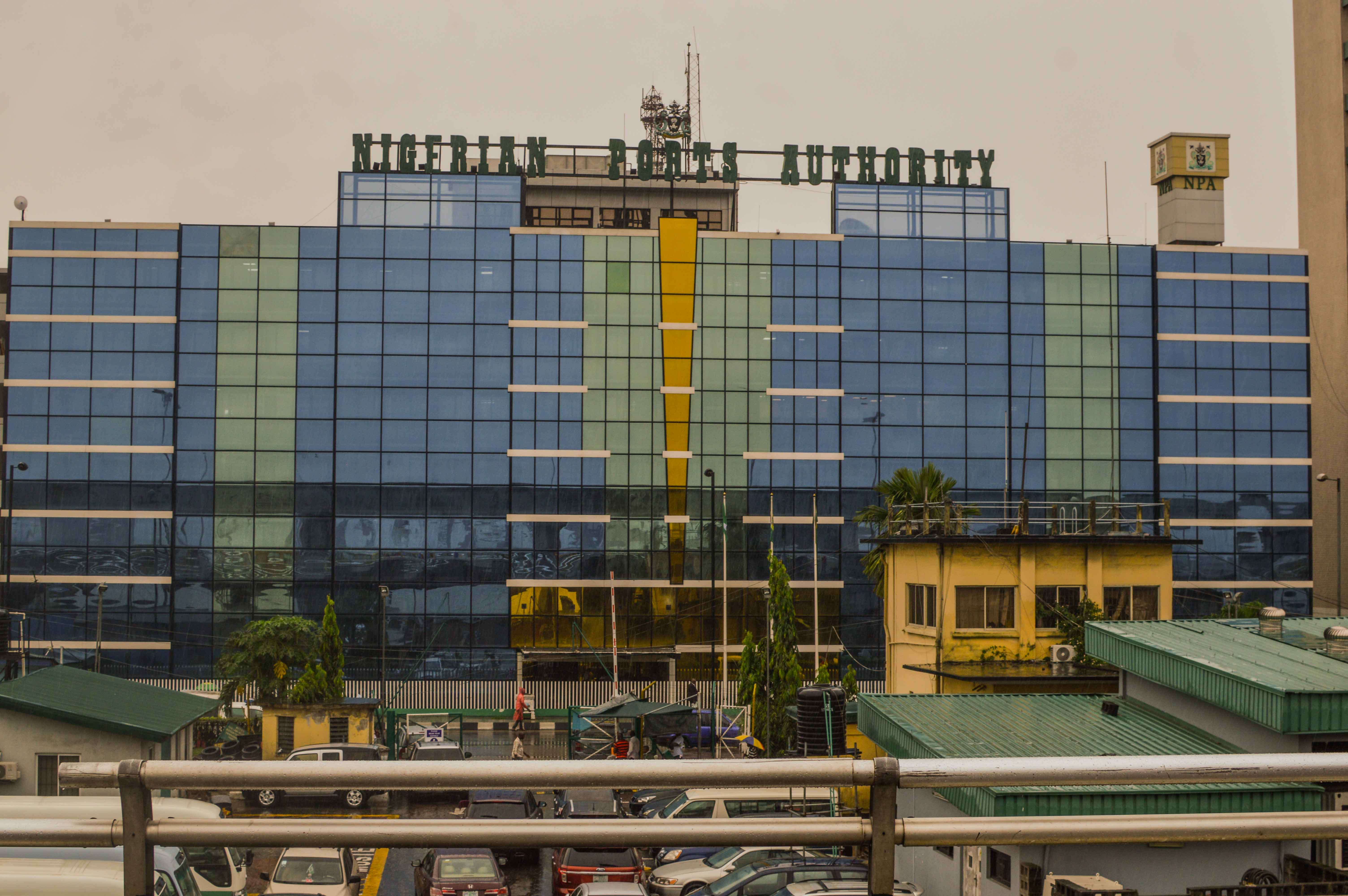
مبنى هيئة الموانئ النيجيرية، لاجوس.

منذ عام 2005، مع بداية برنامج الامتياز للحكومة الفيدرالية، والذي يهدف إلى تعزيز الكفاءة من خلال الشراكة العامة والخاصة، تم منح الامتياز للموانئ النيجيرية.

## تاريخ
بدأت هيئة الموانئ النيجيرية بالعام في عام 1955 بعد تطبيق قانون الموانئ لعام 1954. وكان النطاق العام للهيئة يشرف على ميناء لاجوس وبورت هاركوت فقط، وتشرف الهيئات الخاصة على باقي الموانئ الواقعة في الجنوب الشرقي والغربي. بالإضافة إلى إدارة مرافق مناولة البضائع والأرصفة والرسو في مينائي لاغوس وبورت هاركورت، منحها القانون الأولي أيضًا مسؤولية إدارة الموانئ والطرق إلى جميع الموانئ في البلاد. بحلول عام 1963م، نمت الشركة بنجاح، وكانت تدير سفينة شحن من لاغوس إلى بورت هاركورت وبدأت أيضًا في تجريف محطة بوني لعمليات النفط. من 1962 إلى 1968، في إطار خطة التنمية النيجيرية، تم توسيع طول الأرصفة وأضيفت مستودعات إضافية ومعدات مناولة البضائع. خلال الحرب الأهلية النيجيرية التي استمرت من 1967 إلى 1969م، كان ميناء لاغوس فقط يعمل وتضررت بعض أجزاء من الميناء في بورت هاركورت. في عام 1973، أبرمت الشركة اتفاقية مع البنك الدولي لتمويل توسيع المرافق داخل الموانئ.

### الامتياز
في عام 2003م، ومع نهاية عهد أولوسيجون أوباسنجو الأول، بدأت الحكومة الفيدرالية النيجيرية الدافع نحو تحسين الكفاءة في الموانئ الخارجية، وتم اعتماد نموذج المالك لجميع الموانئ النيجيرية. أدى ذلك إلى منح 25 محطة امتياز لمشغلي محطات خاصة مع اتفاقية إيجار تتراوح من 10 إلى 25 عامًا. أيضا في عملية إعادة تنظيم الموانئ، تم تقليص الموانئ الثمانية السابقة إلى ستة (6) موانئ رئيسية، مع اثنين (2) في لاغوس وأربعة (4) في الشرق وهي: مجمع ميناء لاغوس، مجمع موانئ تين كان آيلاند، ميناء كالابار، موانئ الأنهار، مجمع موانئ أون ومجمع دلتا للموانئ.

## خدمات
تشرف هيئة الموانئ النيجيرية على الموانئ الآتية:

### ميناء لاجوس
يعتبر ميناء لاجوس الواقع في أبابا من أهم الموانئ النيجيرية، كما يعتبر الباب الاقتصادي الرئيسي لدولة نيجيريا.

### ميناء جزيرة تين كان
تم بناء ميناء جزيرة تين كان في لاغوس على عجل في عام 1976 للتخفيف من مشاكل أزمة عام 1975 «أسطول الأسمنت». تم تكليفه في 14 أكتوبر 1977 بتكلفة إجمالية قدرها 200 مليون ويتألف من [9] 10 أرصفة و 2.5 كيلومتر من الرصيف الصلب.

### ميناءكالابار
تقع كالابار في الركن الجنوبي الشرقي من البلاد في ولاية كروس ريفر، وهي موطن القيادة البحرية الشرقية للبحرية النيجيرية. هذا هو أقدم ميناء بحري في نيجيريا.

### ميناء دلتا
يقع ميناء دلتا وميناء ريفرز وميناء أون في منطقة دلتا نهر النيجر المنتجة للنفط والغاز الطبيعي في نيجيريا. يشمل ميناء دلتا في ولاية دلتا موانئ واري وبوروتو وسابيل ومحطات البترول في إسكرافوس وفوركادوس.

### ميناء أوني
يقع أوني في ولاية ريفرز على شعب نغولو بالقرب من نهر بوني، على بعد 19 كم من بورت هاركوت؛ تقع منطقة الميناء في منطقة الحكومة المحلية إليمي (Eleme). تم تصنيف ميناء أوني كمنطقة خالية من النفط والغاز من قبل حكومة نيجيريا؛ يوجد حاليًا أكثر من 100 شركة لديها تراخيص للعمل في ميناء أوني؛ كمنطقة اقتصادية حرة تعمل كميناء محوري لعمليات النفط والغاز في جميع أنحاء غرب إفريقيا ووسط إفريقيا.

### ميناء بورت هاكورت
يقع ميناء بورت هاركورت في خليج غينيا. في الوقت الحاضر، الميناء الذي يبلغ طوله 1,259 رصيفًا قادرًا على استيعاب ثماني سفن بحرية حديثة يتم تحميلها وتفريغها في نفس الوقت. كما تم تجهيز الميناء بـ16 خزانًا بسعة 3048 طنًا من الزيوت السائبة.